# Peștera Ciur Izbuc
Peștera Ciur Izbuc este o arie protejată de interes național ce corespunde categoriei a III-a IUCN (rezervație naturală de  tip speologic) situată în partea central-estică a județului Bihor, în partea centrală a Munților Pădurea Craiului, în Platoul carstic Runcuri, pe teritoriul administrativ al comunei Roșia.

## Descriere
Peștera Ciur Izbuc se desfășoară pe o suprafață de 0,10 ha, oferind trei tipuri de elemente: antropologic, morfologic și paleontologic; cu galerii dispuse pe două nivele, unul superior (constituit din: Galeria Aragonitei, Galeria Gururilor, Galeria Urșilor și Sala Pașilor) și altul inferior, străbătut de un pârâu subteran.

## Cercetare
Peștera a fost explorată începând din 1951, iar în 1965 au fost descoperite primele urme plantare (de pași) ale omului preistoric de pe teritoriul României. În campania 2012 – 2013, peștera a fost studiată în cadrul proiectului Institutului de Speologie „Emil Racoviță" (ISER) KarstHives – Arhive climatice în carst, coordonat de Dr. Silviu Constantin. Echipa a fost formată din cercetătorii ISER Marius Robu, Silviu Constantin, Oana Moldovan, Bogdan Tomuș și Ionel Neag, alături de David Webb (Universitatea Kutztown, Pennsylvania). 
Pentru a stabili mai exact vârsta urmelor de pași, s-a folosit datarea prin metoda radiocarbonului (C14).Conform studiului „Ancient human footprints in Ciur-Izbuc Cave, Romania”, apărut în American Journal of Physical Anthropology din 7 iulie 2014, urmele plantare din Peștera Ciur Izbuc au o vechime aproximativ 36.500 ani, fiind printre cele mai vechi urme de pași Homo sapiens din Europa.